# Kew Jaliens
Kew Rafique Jaliens (født 15. september 1978 i Rotterdam, Holland) er en hollandsk fodboldspiller, der spiller som forsvarsspiller hos Weston Bears i Australien. Han har tidligere optrådt for blandt andet AZ Alkmaar og Sparta Rotterdam i hjemlandet.
Jaliens vandt i 2009 det hollandske mesterskab med AZ Alkmaar.

## Landshold
Jaliens har (pr. april 2018) spillet 15 kampe for Hollands landshold, som han debuterede for den 1. marts 2006 i et opgør mod Ecuador. Han blev af den daværende landstræner Marco van Basten efterfølgende udtaget til den hollandske trup til VM i 2006 i Tyskland. 

## Titler
Æresdivisionen
- 2009 med AZ Alkmaar

Ekstraklasa
- 2011 med Wisła Kraków